# Yoshitaka Asama
Yoshitaka Asama (朝間 義隆, Asama Yoshitaka), né le 29 juin 1940 à Sendai, est un scénariste et réalisateur japonais.

## Biographie
Yoshitaka Asama est l'auteur de près de quatre-vingt scénarios entre 1971 et 2004, il a également réalisé huit films entre 1979 et 1993. Tout au long de sa carrière, il collabore avec le réalisateur Yōji Yamada pour lequel il écrit de nombreux scénarios, notamment pour la série de films au long cours C'est dur d'être un homme.

## Filmographie

### comme scénariste
- 1971 : C'est dur d'être un homme : Le Bon Samaritain (男はつらいよ 奮闘篇, Otoko wa tsurai yo: Funtō hen?) de Yōji Yamada
- 1971 : C'est dur d'être un homme : Une vie simple (男はつらいよ 寅次郎恋歌, Otoko wa tsurai yo: Torajirō koiuta?) de Yōji Yamada
- 1972 : Otoko wa tsurai yo: Shibamata bojō (男はつらいよ 柴又慕情?) de Yōji Yamada
- 1972 : C'est dur d'être un homme : Mon cher quartier (男はつらいよ 柴又慕情, Otoko wa tsurai yo: Shibamata bojō?) de Yōji Yamada
- 1973 : C'est dur d'être un homme : Élégie du vagabondage (男はつらいよ 寅次郎忘れな草, Otoko wa tsurai yo: Torajirō wasurenagusa?) de Yōji Yamada
- 1973 : C'est dur d'être un homme : Mon Torajirô à moi (男はつらいよ 私の寅さん, Otoko wa tsurai yo: Watashi no tora-san?) de Yōji Yamada
- 1974 : C'est dur d'être un homme : La Maladie d'amour (男はつらいよ 寅次郎恋やつれ, Otoko wa tsurai yo: Torajirō koiyatsure?) de Yōji Yamada
- 1974 : C'est dur d'être un homme : Les Affres de la paternité (男はつらいよ 寅次郎子守唄, Otoko wa tsurai yo: Torajirō komoriuta?) de Yōji Yamada
- 1975 : Harakara (同胞?) de Yōji Yamada
- 1975 : C'est dur d'être un homme : Un parapluie pour deux (男はつらいよ 寅次郎相合い傘, Otoko wa tsurai yo: Torajirō aiaigasa?) de Yōji Yamada
- 1975 : C'est dur d'être un homme : Intellectuellement vôtre (男はつらいよ 葛飾立志篇, Otoko wa tsurai yo: Katsushika risshihen?) de Yōji Yamada
- 1976 : C'est dur d'être un homme : La Libellule rouge (男はつらいよ 寅次郎夕焼け小焼け, Otoko wa tsurai yo: Torajirō yūyake koyake?) de Yōji Yamada
- 1976 : C'est dur d'être un homme : Pur est le cœur du poète (男はつらいよ 寅次郎純情詩集, Otoko wa tsurai yo: Torajirō junjō shishū?) de Yōji Yamada
- 1977 : C'est dur d'être un homme : Mon Seigneur ! (男はつらいよ 寅次郎と殿様, Otoko wa tsurai yo: Torajirō to tonosama?) de Yōji Yamada
- 1977 : Les Mouchoirs jaunes du bonheur (幸福の黄色いハンカチ, Shiawase no kiiroi hankachi?) de Yōji Yamada
- 1977 : C'est dur d'être un homme : L'Entremetteur (男はつらいよ 寅次郎頑張れ!, Otoko wa tsurai yo: Torajirō ganbare!?) de Yōji Yamada
- 1978 : Bunkō nikki: īhatōbu no akai yane (分校日記 イーハトーブの赤い屋根?) d'Isao Kumagai
- 1978 : C'est dur d'être un homme : Tora-san entre en scène (男はつらいよ 寅次郎わが道をゆく, Otoko wa tsurai yo: Torajirō wagamichi o yuku?) de Yōji Yamada
- 1978 : C'est dur d'être un homme : Elle court, elle court la rumeur (男はつらいよ 噂の寅次郎, Otoko wa tsurai yo: Uwasa no Torajirō?) de Yōji Yamada
- 1979 : C'est dur d'être un homme : Tora-san ange gardien (男はつらいよ 翔んでる寅次郎, Otoko wa tsurai yo: Tonderu Torajirō?) de Yōji Yamada
- 1979 : C'est dur d'être un homme : L'Américain (男はつらいよ 寅次郎春の夢, Otoko wa tsurai yo: Torajirō haru no yume?) de Yōji Yamada
- 1980 : C'est dur d'être un homme : Okinawa mon amour (男はつらいよ 寅次郎ハイビスカスの花, Otoko wa tsurai yo: Torajirō haibisukasu no hana?) de Yōji Yamada
- 1980 : L'Écho de la montagne (遙かなる山の呼び声, Haruka naru yama no yobigoe?) de Yōji Yamada
- 1980 : C'est dur d'être un homme : Un drôle de père (男はつらいよ 寅次郎かもめ歌, Otoko wa tsurai yo: Torajirō kamome uta?) de Yōji Yamada
- 1981 : C'est dur d'être un homme : Tora-san et la geisha (男はつらいよ 浪花の恋の寅次郎, Otoko wa tsurai yo: Naniwa no koino Torajirō?) de Yōji Yamada
- 1981 : C'est dur d'être un homme : La Promesse (男はつらいよ 寅次郎紙風船, Otoko wa tsurai yo: Torajirō kamifūsen?) de Yōji Yamada
- 1982 : C'est dur d'être un homme : L'Indécis (男はつらいよ 寅次郎あじさいの恋, Otoko wa tsurai yo: Torajirō ajisai no koi?) de Yōji Yamada
- 1982 : Ekisutora (えきすとら?) de Yoshitaka Asama
- 1982 : C'est dur d'être un homme : Le Conseiller (男はつらいよ 花も嵐も寅次郎, Otoko wa tsurai yo: Hana mo arashi mo Torajirō?) de Yōji Yamada
- 1983 : C'est dur d'être un homme : La Chanteuse (男はつらいよ 旅と女と寅次郎, Otoko wa tsurai yo: Tabi to onna to Torajirō?) de Yōji Yamada
- 1983 : C'est dur d'être un homme : Priez pour nous Tora-san (男はつらいよ 口笛を吹く寅次郎, Otoko wa tsurai yo: Kuchibue o fuku Torajirō?) de Yōji Yamada
- 1984 : C'est dur d'être un homme : Marions-les (男はつらいよ 夜霧にむせぶ寅次郎, Otoko wa tsurai yo: Yogiri ni musebu Torajirō?) de Yōji Yamada
- 1984 : C'est dur d'être un homme : Amour interdit (男はつらいよ　寅次郎真実一路, Otoko wa tsurai yo: Torajirō shinjitsu ichiro?) de Yōji Yamada
- 1985 : C'est dur d'être un homme : Le Cœur sur la main (男はつらいよ 寅次郎恋愛塾, Otoko wa tsurai yo: Torajirō ren'aijuku?) de Yōji Yamada
- 1985 : C'est dur d'être un homme : L'Institutrice (男はつらいよ 柴又より愛をこめて, Otoko wa tsurai yo: Shibamata yori ai o komete?) de Yōji Yamada
- 1986 : Prise finale (キネマの天地, Kinema no tenchi?) de Yōji Yamada
- 1986 : C'est dur d'être un homme : L'Oiseau bleu du bonheur (男はつらいよ 幸福の青い鳥, Otoko wa tsurai yo: Shiawase no aoi tori?) de Yōji Yamada
- 1987 : C'est dur d'être un homme : En route pour Hokkaidō ! (男はつらいよ 知床慕情, Otoko wa tsurai yo: Shiretoko bojō?) de Yōji Yamada
- 1987 : C'est dur d'être un homme : Il était une fois Tora-san (男はつらいよ 寅次郎物語, Otoko wa tsurai yo: Torajirō monogatari?) de Yōji Yamada
- 1988 : Espoir et Douleur (ダウンタウン・ヒーローズ, Dauntaun Hiirōzu?) de Yōji Yamada
- 1988 : C'est dur d'être un homme : Quelle salade ! (男はつらいよ 寅次郎サラダ記念日, Otoko wa tsurai yo: Torajirō sarada kinenbi?) de Yōji Yamada
- 1989 : C'est dur d'être un homme : Détour par Vienne (男はつらいよ 寅次郎心の旅路, Otoko wa tsurai yo: Torajirō kokoro no tabiji?) de Yōji Yamada
- 1989 : C'est dur d'être un homme : Mon oncle (男はつらいよ ぼくの伯父さん, Otoko wa tsurai yo: Boku no ojisan?) de Yōji Yamada
- 1990 : C'est dur d'être un homme : Les Vacances de Tora-san (男はつらいよ 寅次郎の休日, Otoko wa tsurai yo: Torajirō no kyūjitsu?) de Yōji Yamada
- 1991 : Musuko (息子?) de Yōji Yamada
- 1991 : C'est dur d'être un homme : La Confession (男はつらいよ 寅次郎の告白, Otoko wa tsurai yo: Torajirō no kokuhaku?) de Yōji Yamada
- 1992 :  C'est dur d'être un homme : C'est dur d'être Tora-san (男はつらいよ 寅次郎の青春, Otoko wa tsurai yo: Torajirō no seishun?) de Yōji Yamada
- 1993 : L'École (学校, Gakkō?) de Yōji Yamada
- 1993 : Supein kara no tegami: Benposta no kodomotachi (スペインからの手紙　ベンポスタの子どもたち?) de Yoshitaka Asama
- 1993 : C'est dur d'être un homme : La Proposition de mariage (男はつらいよ 寅次郎の縁談, Otoko wa tsurai yo: Torajirō no endan?) de Yōji Yamada
- 1994 : C'est dur d'être un homme : La Dame du lac (男はつらいよ 拝啓 車寅次郎様, Otoko wa tsurai yo: Haikei, Kuruma Torajirō-sama?) de Yōji Yamada
- 1995 : C'est dur d'être un homme : Tora-san à la rescousse (男はつらいよ 寅次郎紅の花, Otoko wa tsurai yo: Torajirō kurenai no hana?) de Yōji Yamada
- 1997 : Tsuribaka nisshi 9 (釣りバカ日誌９?) de Tomio Kuriyama
- 1998 : Tsuribaka nisshi 10 (釣りバカ日誌１０?) de Tomio Kuriyama
- 1998 : Gakko III (学校ＩＩＩ?) de Yōji Yamada
- 1998 : Hana no oedo no tsuribaka nisshi (花のお江戸の釣りバカ日誌?) de Tomio Kuriyama
- 2000 : Tsuribaka nisshi: 11 (釣りバカ日誌イレブン?) de Katsuhide Motoki
- 2000 : 15-Sai: Gakko IV (十五才 学校ＩＶ?) de Yōji Yamada
- 2001 : Tsuribaka nisshi 12: Shijo saidai no kyuka (釣りバカ日誌１２ 史上最大の有給休暇?) de Katsuhide Motoki
- 2002 : Tsuribaka nisshi 13: Hama-chan kiki ippatsu! (釣りバカ日誌１３ ハマちゃん危機一髪！?) de Katsuhide Motoki
- 2002 : Le Samouraï du crépuscule (たそがれ清兵衛, Tasogare Seibei?) de Yōji Yamada
- 2003 : Tsuribaka nisshi 14 (釣りバカ日誌１４ お遍路大パニック！?) de Yūzō Asahara
- 2004 : Tsuribaka nisshi 15: Hama-chan ni asu wa nai? (１５ ハマちゃんに明日はない！？?) de Yūzō Asahara
- 2004 : La Servante et le Samouraï (隠し剣 鬼の爪, Kakushi ken oni no tsume?) de Yōji Yamada

### comme réalisateur
- 1979 : Ore-tachi no kōkyōgaku (俺たちの交響楽?)
- 1980 : Omoeba tōkue kitamonda (思えば遠くへ来たもんだ?)
- 1981 : Ore to aitsu no monogatari (俺とあいつの物語?)
- 1982 : Ekisutora (えきすとら?)
- 1984 : Tokimeki kaigan monogatari (ときめき海岸物語?)
- 1987 : Nijushi no hitomi (二十四の瞳?)
- 1988 : Tsubaki hime (椿姫?)
- 1993 : Supein kara no tegami: Benposta no kodomotachi (スペインからの手紙　ベンポスタの子どもたち?)

## Distinctions

### Nominations
- Japan Academy Prize :
  - 1992 : prix du meilleur scénario (conjointement avec Yōji Yamada) pour Musuko et C'est dur d'être un homme : La Confession[2]
  - 2005 : prix du meilleur scénario (conjointement avec Yōji Yamada) pour La Servante et le Samouraï[3]